# 天主教維拉港教區
天主教維拉港教區（拉丁語：Dioecesis Portus Vilensis）是羅馬天主教的一個教區，位於太平洋島國瓦努阿圖，受努美阿總教區管轄。現任主教為让·鲍思高·巴莱莫。2004年教區下分廿一個堂區，有教友29,500人、廿五名司鐸。
1901年2月9日升為新赫布里底監牧區，1904年升為代牧區。1966年6月21日升格為教區。